# Cirsonella pisiformis
Cirsonella pisiformis är en snäckart som beskrevs av Powell 1937. Cirsonella pisiformis ingår i släktet Cirsonella och familjen Skeneidae. Inga underarter finns listade i Catalogue of Life.